# Бегларян, Гагик Бегларович
Га́гик Бегла́рович Бегларя́н (арм. Գագիկ Բեգլարի Բեգլարյան, 1 января 1964, Ереван) — армянский государственный деятель. Мэр Еревана с 5 марта 2009 по 17 декабря 2010

## Биография
- 1971—1976 — Ереванская средняя школа № 33 им. М. Налбандяна.
- 1976—1981 — физикоматематическая школа при Ереванском государственном университете.
- 1981—1985 — Ереванский институт народного хозяйства. Экономист.
- 1985—1987 — служил в армии.
- С 1987 — работал в различных сферах экономики.
- 1993 — избран депутатом Верховного совета Республики Армения первого созыва.
- 2002—2009 — выбран руководителем общины «Кентрон» г. Ереван.
- С 2006 — член Республиканской партии Армении.
- 2009—2010 — Мэр города Ереван.
- С 16 июня 2012 по 20 сентября 2016 года —  Министр транспорта и связи Республики Армения.